# الألعاب الأولمبية الشتوية 1944
دورة الألعاب الأولمبية الشتوية لعام 1944، والتي كان من المقرر أن تكون الدورة الخامسة للألعاب الأولمبية الشتوية الحديثة، لم تجر وألغيت بسبب الحرب العالمية الثانية. في الأصل تم منح تنظيم الألعاب الأولمبية لعام 1944 إلى مدينة كورتينا دامبيدزو في إيطاليا سنة 1939، إلا أن السياق الدولي في الحرب العالمية الثانية أدى كما حدث في دورة الألعاب الأولمبية الشتوية لعام 1940، إلى الإلغاء الفوري لهذا الحدث.
كورتينا دامبيدزو نظمت في وقت لاحق الألعاب الأولمبية الشتوية لعام 1956.